# Lothar Kittstein

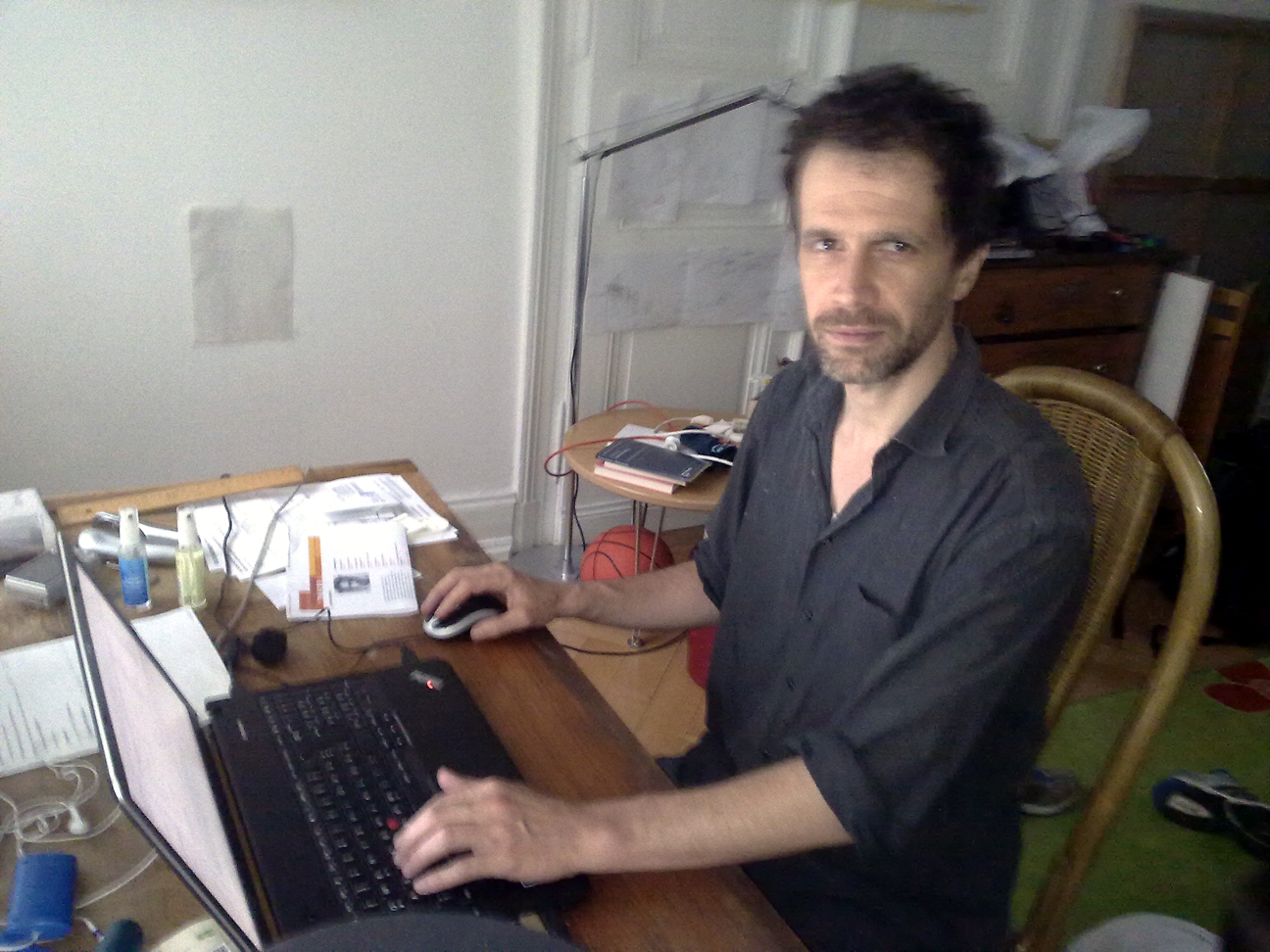
Lothar Kittstein (2014)

Lothar Kittstein (* 22. Oktober 1970 in Trier) ist ein deutscher Historiker, Autor und Theaterdramaturg.

## Leben
Lothar Kittstein wuchs als Sohn eines Lehrerehepaares in Trier auf und machte 1989 am dortigen Max-Planck-Gymnasium sein Abitur. Anschließend studierte er Germanistik, Philosophie und Geschichte in Hannover und Bonn. 2001 promovierte er in Neuerer Geschichte und arbeitete danach zunächst zwei Jahre lang als Headhunter bei einer kleinen Bonner Unternehmensberatung.
2003 begann Kittstein für die Bühne zu schreiben; für das Kindertheaterstück Zu Besuch erhielt er zwei Jahre später seinen ersten literarischen Förderpreis. Sein erster großer Theatererfolg war In einer mondhellen Winternacht. Das Drama wurde 2006 im Rahmen der „Autorentheatertage“ unter der Regie von David Bösch am Thalia Theater Hamburg uraufgeführt. Kittstein arbeitete für das Schauspiel Köln zu dieser Zeit noch als Assistent; für die Spielzeit 2006/2007 wurde er schließlich als Dramaturg eingestellt. Seitdem arbeitet er hauptsächlich als freier Autor und ist seit der Spielzeit 2013/2014 auch zusätzlich als Dramaturg mit Auftragsarbeiten für das Theater Bonn tätig. Zudem schrieb er Bühnentexte für das Schauspiel Frankfurt, das Theaterhaus Gessnerallee in Zürich sowie das Residenztheater (München).
Nach mehreren Beiträgen als Texter für das Bonner fringe-ensemble liegt ein Schwerpunkt seiner Arbeit seit 2009 im Zusammenspiel mit dem Regisseur Bernhard Mikeska. 2013 entwickelte Kittstein zusammen mit dem Regisseur Michael Lippold das Projekt Zu spät!Zu spät!Zu spät!, in dem es um den „Druck des Alles-schaffen-Müssens und Alles-erreichen-Könnens“ geht. Mit im 13-köpfigen Team waren u. a. Freya Hattenberger, Sonja Baum und Tobias van Dieken. 2017 entstand mit Die dritte Haut::Der Fall Simon – eine mehrteilige szenische Installation, unter Mitwirkung je eines Zuschauers. Dieses experimentelle Theaterprojekt behandelte das mysteriöse Verschwinden des Multimillionärs Otto-Erich Simon und wurde vom Düsseldorfer Schauspielhaus im benachbarten Dreischeibenhaus durch das Trio Lothar Kittstein, Bernhard Mikeska und Alexandra Althoff (RAUM+ZEIT) inszeniert. Im Herbst desselben Jahres wurde auf WDR 3 das Hörspiel Die Bestie stirbt gesendet. In dieser Gemeinschaftsarbeit mit Hüseyin Michael Cirpici wird das widersprüchliche Lebenswerk des russischen Revolutionärs Alexander Parvus kritisch durchleuchtet.
Lothar Kittstein ist verheiratet mit der Schauspielerin Birte Schrein, mit der er vier Kinder hat. Die Familie lebt in der Bonner Südstadt.

## Theaterstücke/Bühnenfassungen (Auswahl)
- 2005:  Spargelzeit
- 2006:  In einer mondhellen Winternacht
- 2007:  Die Sorglosen
- 2007:  Letzte Tage
- 2008:  Tokio
- 2008:  Hotel Kairo
- 2010:  Haus des Friedens
- 2011:  Böses Mädchen
- 2011:  Die Geister von Amnas
- 2011:  Die Bürgschaft (in Anlehnung an die gleichnamige Ballade von Friedrich Schiller)
- 2011:  Zu Besuch
- 2011:  Je t'aime::Je t'aime
- 2011:  Der große Gatsby (nach der gleichnamigen Romanvorlage von F. Scott Fitzgerald)
- 2013:  Making of::Marilyn
- 2014:  Der weiße Wolf[7]
- 2013:  1913 (nach dem gleichnamigen Roman von Florian Illies)
- 2014:  Welt am Draht (nach dem gleichnamigen Fernsehfilm von Rainer Werner Fassbinder)
- 2014:  Schatten::Frau
- 2014:  Königsdramen I + II [Träume und Trümmer]
- 2018:  Schlafende Hunde
- 2020:  Volksfeind for Future nach Henrik Ibsens Ein Volksfeind
- 2022:  Recht auf Jugend über die Letzte Generation

## Auszeichnungen
- 2005: Kindertheaterpreis der Frankfurter Autorenstiftung
- 2006: Deutsch-Niederländischer Autorenpreis für Kinder- und Jugendtheater Kaas und Kappes[8] (ebenfalls für das Kinderstück Zu Besuch)
- 2006: Würth-Literaturpreis (für die Kurzgeschichte Norwegen)
- 2006: Teilnahme an den Autoren-Werkstatttagen am Wiener Burgtheater[9]